# 本中 (アダルトビデオ)
本中（ホンナカ）は日本のアダルトビデオメーカーである。

## 概要
アウトビジョングループの内部メーカーとして2010年12月に設立された。
メーカー名は「本物中出し」の略であり、当初はメーカーロゴにもカタカナで「ホンモノナカダシ」と併記されており、生姦中出し作品を専門としており、「ゴム禁！ギジ禁！ナマ解禁！！」をキャッチフレーズとしていた。しかし、時期は不明ながら「ゴム禁！ギジ禁！ナマ解禁！！」は削除されており、また、メーカーロゴにあった「ホンモノナカダシ」も「ホンナカ」に改変されている。
出演女優はアウトビジョングループ内外の人気女優のほか、新人女優や専属女優など多数。
設立当初は過激なコンセプトから出演女優も限られていたが、2013年の上原亜衣の出演からヒット作が発生。上原の継続出演のため個性的な企画が増えたこともあり、徐々に他の女優から出演リクエストが来るまでになる。
プロデューサーの智子によると、2019年現在は「シンプルに売り上げを狙う作品」、「演技の出来る助演女優を起用したシリーズもの」、「数字を度外視し、面白さを意図した作品」という3本柱のラインナップでバランスを取ることを心掛けているとのこと。
集英社『週刊プレイボーイ』では2024年に4年ぶりに制作した『美少女中出し島』シリーズが同年の本中で一番売れた作品であったと報道された。

## 主なレーベル
- 本中（2010年12月 - ）基幹レーベル
- 強制（2013年7月 - ）凌辱・レイプなどのハード作品
- 日常（2015年8月 - ）
- 本中TV（2015年9月 - ）
- 松本いちか（2023年 - ）松本いちか専用レーベル[3]

## 主なシリーズ
- 絶対美少女 真正中出し解禁
- 中出し解禁
- 中出しを教える○○
- 美少女中出し島（本中○周年記念作品として、3周年の2013年よりリリース。）
- 100人×中出し
- 彼女の妹に愛されすぎてこっそり子作り生活（NTR作品）[1]
- あの日、大学の飲み会が中出し輪姦サークルに変わった（集団強姦）[1]
- 至近距離に彼女がいるのに耳元でこそこそ口説いてくるささやき誘惑中出し（バイノーラル録音、主観カメラ）[1]
- 本中デビュー
- ナマで激イキッ！

## 専属女優
○はAVデビュー。☆は現専属
- 立川理恵○（2013年3月 - 2014年2月）
- 加々美ゆい○（2013年12月 - 2014年4月）
- 宮崎あや☆（kawaii*より移籍 2014年11月 - ）
- 神木さやか○（2015年1月 - 2015年11月）
- 橋本さゆり○（2015年5月 - 2015年7月）
- 藤川千夏○（2015年9月 -2015年10月）
- 相原翼○☆（2015年10月 - ）
- 峰エリ○☆（2015年12月 - ）
- 美咲かんな（S1より移籍 2015年12月 - 2016年1月）
- 板野ユイカ○☆（2016年1月 - ）
- 小泉ひなた☆（SODクリエイトより移籍、アタッカーズとのW専属 2020年2月 - ）
- 美谷朱音 ☆（ダスッ!とのW専属 2020年5月 - ）
- 北野未奈 ☆（FitchとのW専属 2022年5月[4] - ）
- 葉月みりあ○（2022年3月 - ）
- 小宮山奈南○（2022年7月 - 2022年9月）
- 東條なつ☆（ダスッ!とのW専属 2023年3月 - ）
- 藤森里穂 ☆（OPPAIとのW専属 2023年9月 - 2024年3月[5]、ダスッ!とのW専属 2024年4月 - [6]
- 松本いちか ☆（ダスッ!とのW専属 2023年11月 - ）※専用レーベル『松本いちか』専属[3]
- 五日市芽依 ☆（ダスッ!、ワンズファクトリーとのトリプル専属 2024年7月 - ）
- 倉本すみれ☆（無垢、ダスッ!とのトリプル専属[7] 2024年11月 - ）
- 小栗操☆（ダスッ!、ROYALとのトリプル専属 2025年6月 - ）